# رسول خادم

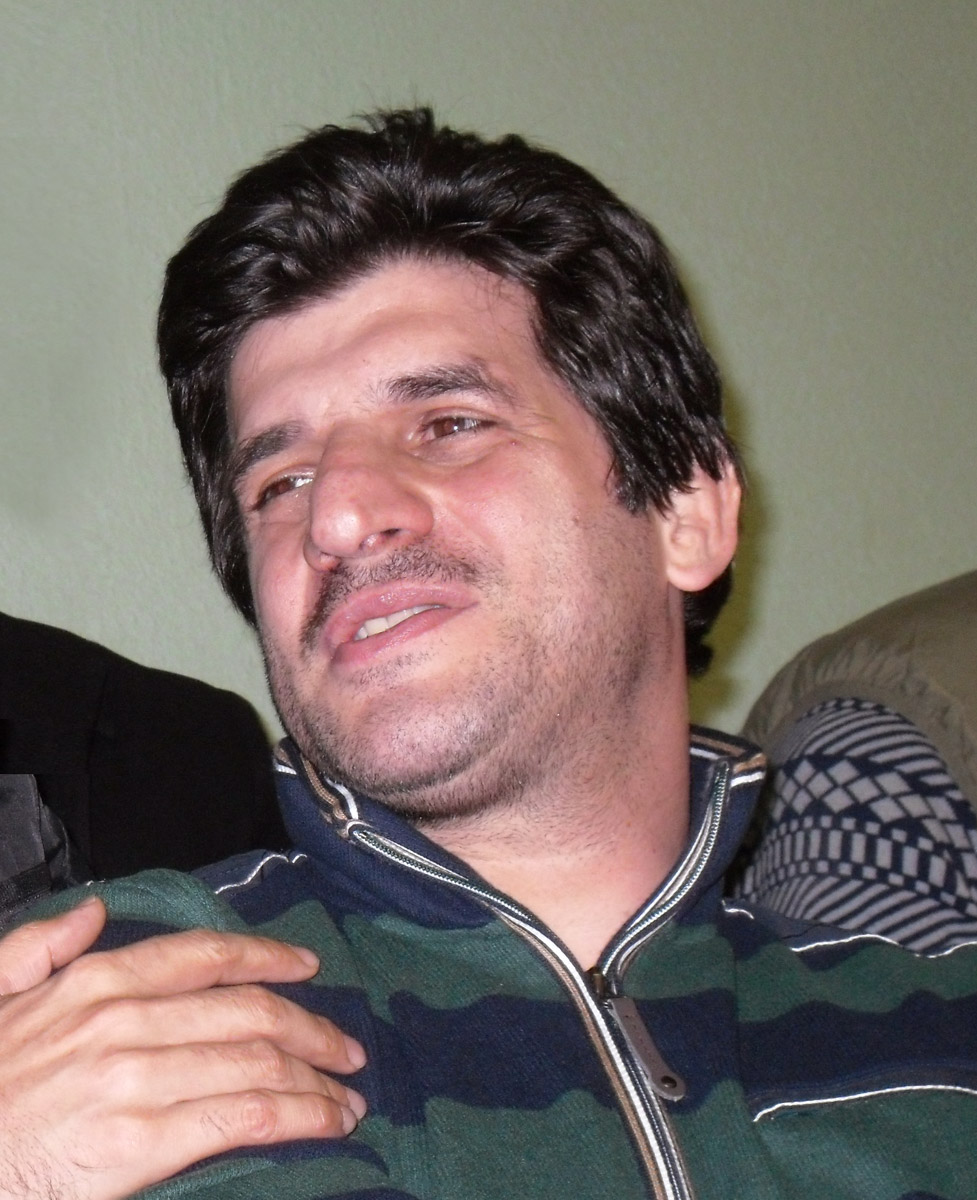
رسول خادم در مجموعه ورزشی آزادی تهران، دی ۱۳۹۱

رسول خادم اَزغَدی (زادهٔ ۲۷ اسفند ۱۳۵۰ در مشهد) کشتی‌گیر بازنشسته، مدیر ورزشی و سیاستمدار ایرانی است. او رئیس پیشین فدراسیون کشتی ایران و عضو دوره‌های دوم و سوم شورای شهر تهران بوده است. وی در دومین دورهٔ شورای شهر تهران رئیس کمیسیون فرهنگی و اجتماعی و در سومین دوره، رئیس کمیسیون برنامه و بودجه بود. خادم همچنین مدیر فنی تیم‌های ملی کشتی از ۱۳۹۰ تا ۱۳۹۵، سرمربی‌گری تیم ملی کشتی آزاد از ۱۳۹۰ تا ۱۳۹۷ و همچنین ۱۳۹۶ تا ۱۳۹۷، عضویت در هیئت اجرایی کمیته ملی المپیک (۱۳۹۲ تا ۱۳۹۶) را بر عهده داشته است.
خادم از برترین کشتی‌گیران ایرانی تمام ادوار به‌شمار می‌رود و افتخاراتی از جمله قهرمانی در المپیک ۱۹۹۶ آتلانتا و کسب مدال برنز در المپیک ۱۹۹۲ بارسلون، دو دوره قهرمانی و یک نائب قهرمانی در مسابقات قهرمانی کشتی جهان، مدال طلای بازی‌های آسیایی ۱۹۹۴ و پنج مدال طلا در مسابقات قهرمانی آسیا دارد. رسول خادم برادر امیررضا خادم و پسر محمد خادم است.

## تحصیلات
او دارای مدرک کارشناسی علوم سیاسی و روابط بین‌الملل از دانشگاه روابط بین‌الملل وزارت خارجه (۱۳۷۸–۱۳۷۴) و کارشناسی ارشد علوم اجتماعی (گرایش جامعه‌شناسی) از دانشگاه آزاد واحد تهران مرکزی (۱۳۸۴–۱۳۸۲) بوده و از سال ۱۳۸۹ تاکنون، وی دارای مدرک دکتری جامعه‌شناسی (گرایش گروه‌های اجتماعی) است.
همچنین، مدرس و عضو هیئت علمی دانشگاه آزاد (واحد شرق) و مدرس دانشکدهٔ پیراپزشکی دانشگاه علوم پزشکی تهران است.

## فعالیت ورزشی
او توانسته است یک نشان برنز در المپیک تابستانی ۱۹۹۲ بارسلونا و یک نشان طلا در المپیک تابستانی ۱۹۹۶ آتلانتا به دست آورد که اولین مدال طلای کاروان المپیک ایران پس از انقلاب ۵۷ است. 
از دیگر دستاوردهای خادم می‌توان به دو مدال طلا و یک نقره در قهرمانی کشتی جهان و یک مدال طلا و یک نقره در بازی‌های آسیایی و پنج نشان طلا در قهرمانی آسیا اشاره کرد.
در سال ۲۰۰۰ میلادی، فدراسیون جهانی کشتی (فیلا) برترین‌های کشتی آزاد قرن بیستم را معرفی کرد که در این بین، رسول خادم به عنوان «هفدهمین کشتی‌گیر برتر قرن بیستم» انتخاب شد.
در جریان جام جهانی کشتی آزاد، تهران ۲۰۱۳، تیم ملی کشتی آزاد ایران با هدایت رسول خادم و همکارانش پس از پیروزی مقابل تیم ملی آمریکا در مرحلهٔ نیمه‌نهایی در دیدار پایانی بر روسیه غلبه کرد و به قهرمانی جام جهانی کشتی آزاد رسید. البته رسول خادم در مراسم اهدای جام و مدال‌های قهرمانی حضور نیافت.
در مرداد ۱۳۹۲ و پس از وقوع برخی مشکلات مالی برای تیم‌های ملی کشتی آزاد و فرنگی نوجوانان در مسابقات آسیایی مغولستان ۲۰۱۳، خادم از وضعیت تدارکات تیم‌های ملی کشتی در عرصه‌های بین‌المللی به شدت انتقاد کرد.
در حاشیهٔ دیدار سرپرست وزارت ورزش و جوانان از تمرینات تیم‌های ملی کشتی در شهریور ۱۳۹۲ نیز رسول خادم اظهار کرد: «ما وقتی گرفتار جنگ هم بودیم، سابقه نداشته که بدون دیدارهای تدارکاتی به رقابت‌های جهانی اعزام شویم. سال بسیار سختی بود و امسال سال تنگ‌دستی واقعی کشتی به حساب می‌آید.»
خادم تاکنون در بسیاری از همایش‌های خیرخواهانه شرکت کرده، کمک‌های نقدی بسیاری برای آزادی زندانیان جرائم غیرعمد و خانواده‌های نیازمند پرداخت کرده و تاکنون تعدادی از مدال‌های خود را برای فروش در این همایش‌ها هدیه داده است. از جمله مدال‌هایی که رسول خادم برای کارهای خیرخواهانه اهدا کرده، می‌توان به مدال طلای جهانی ۱۹۹۴ استانبول و مدال طلای ۱۹۹۵ آتلانتا اشاره کرد.
در مسابقات کشتی آزاد قهرمانی جهان ۲۰۱۳ که در مجارستان برگزار شد، تیم ملی کشتی آزاد ایران با رهبری رسول خادم و همکارانش ضمن کسب ۲ مدال طلا، ۱ مدال نقره، ۲ مدال برنز و ۴۶ امتیاز، ۱۱ سال پس از کسب آخرین عنوان قهرمانی در سال تهران ۲۰۰۲ و ۴۸ سال بعد از آخرین قهرمانی در خارج از کشور در منچستر ۱۹۶۵، بالاتر از روسیه قرار گرفت و برای پنجمین بار به عنوان قهرمانی جهان دست یافت. خادم، علی بیات (سرپرست تیم ملی کشتی آزاد) را برای دریافت جام قهرمانی به روی سکو فرستاد.
در اوایل مهر ۱۳۹۲ و طی حکمی از سوی سید رضا صالحی امیری (سرپرست وزارت ورزش و جوانان)، رسول خادم به عنوان مشاور عالی این وزارت‌خانه منصوب شد.
همچنین، در اواخر مهر ۱۳۹۲ و با حکم سید رضا صالحی امیری سرپرست وزارت ورزش و جوانان، به سرپرستی فدراسیون کشتی ایران منصوب گردید. وی در گفت‌وگویی با خبرگزاری ایسنا در این خصوص گفت: «هرگز گمان نمی‌کردم که شرایط و فضای مدیریتی کشتی به گونه‌ای شود که من مجبور به پذیرش مسئولیت سرپرستی فدراسیون کشتی شوم، اما به هر دلیل این اتفاق افتاد.»
در نهایت، در انتخابات فدراسیون کشتی که در ۱۴ دی ۱۳۹۲ برگزار شد، رسول خادم با کسب بیشترین آرا (۳۷ رأی از ۳۸ رأی) به عنوان رئیس جدید فدراسیون کشتی انتخاب شد.
مدتی بعد و در نشست شورای فنی تیم‌های ملی کشتی آزاد در دی ۱۳۹۲، رسول خادم با پیشنهاد و اصرار اعضای شورای فنی در سِمَت سرمربی تیم ملی کشتی آزاد بزرگ‌سالان ابقا شد. وی در یک گفت‌وگو، در این خصوص گفت: «این انتخاب، با تصمیم شورای فنی تیم‌های ملی کشتی آزاد صورت گرفت و بدون شک فشار کاری مضاعفی را به مسئولیت‌های من وارد می‌کند؛ با وجود بررسی‌های زیادی که از سوی شورای فنی صورت گرفت، متأسفانه گزینهٔ مناسبی که بتواند انتظارات جامعه کشتی را برآورده کند، نظر اعضای شورا را جلب نکرد و در نهایت این تصمیم اتخاذ شد که کادر فنی قبلی تیم ملی، به کار خودش ادامه دهد.»
علاوه بر آن، در انتخابات کمیتهٔ ملی المپیک که در پایان دی ۱۳۹۲ برگزار شد، رسول خادم به عنوان یکی از اعضای هیئت اجرایی این نهاد انتخاب شد.
در جام جهانی کشتی آزاد ۲۰۱۴ که در مارس سال ۲۰۱۴ (اسفند ۱۳۹۲) و به میزبانی شهر لس آنجلس، ایالات متحده آمریکا برگزار شد، اعضای تیم ملی کشتی آزاد ایران با سرمربی‌گری رسول خادم، ضمن پشت سر گذاشتن تیم ملی کشتی آزاد آمریکا در یک‌چهارم نهایی، در مصاف نهایی با تیم کشتی آزاد روسیه، در ۶ رقابت از ۸ رقابت پیروز از میدان خارج شدند و برای سومین سال متوالی به مقام قهرمانی این رقابت‌ها دست یافتند.
در بازی‌های آسیایی ۲۰۱۴ اینچئون، کره جنوبی، تیم ملی کشتی آزاد ایران به مربی‌گری رسول خادم به چهار نشان طلا و یک نقره دست یافت.
در جام جهانی کشتی آزاد ۲۰۱۵ که در آوریل سال ۲۰۱۵ (فروردین ۱۳۹۴) و بار دیگر، به میزبانی شهر لس آنجلس، ایالات متحده آمریکا برگزار شد، تیم ایران با سرمربی‌گری رسول خادم، ضمن پشت سر گذاشتن تیم آذربایجان در نیمه‌نهایی (در ۷ رقابت از ۸ مسابقه)، در مصاف نهایی با تیم ملی کشتی آزاد آمریکا و در خانهٔ حریف، در ۵ رقابت از ۸ رقابت پیروز از میدان خارج شد و برای چهارمین سال متوالی به مقام قهرمانی این رقابت‌ها دست یافت.

## فعالیت سیاسی

### شورای شهر تهران
خادم در رأی‌گیری ۹ اسفند ۱۳۸۱، درحالی‌که نامش در فهرست «آبادگران» دیده می‌شد، به عنوان نفر یازدهم به شورای شهر تهران راه یافت. وی در انتخابات دورهٔ سوم شورا نیز که در سال ۱۳۸۵ برگزار شد بار دیگر منتخب مردم تهران شد و تا سال ۱۳۹۲ به عنوان عضو شورای شهر تهران به کار خود ادامه داد. او در دورهٔ دوم شورای شهر تهران، عضو شورا و رئیس کمیسیون فرهنگی-اجتماعی این شورا بود و دورهٔ سوم نیز، عضو شورا و رئیس کمیسیون برنامه و بودجهٔ این شورا بوده است.
وی در دورهٔ چهارم انتخابات شوراها پس از ثبت نام و تأیید صلاحیت، از نامزدی انصراف داد. خادم دلیل انصراف خود را فرصت بیشتر برای حضور در عرصهٔ ورزش و ادامهٔ تدریس در دانشگاه اعلام کرد.

### شهرداری تهران
در ۱۹ اردیبهشت ۱۳۸۶، چهار نامزد برای احراز پست شهرداری تهران با هم رقابت کردند. در دور نخست خادم و قالیباف هرکدام ۸ رأی به دست آوردند و به دور بعدی راه یافتند. حسن بیادی با ۷ و نادر شریعتمداری با ۵ رأی از دور رقابت کنار رفتند. در دور پایانی قالیباف با ۸ رأی در برابر ۶ رأی خادم به عنوان شهردار تهران در سمت خود باقی ماند.
در اواخر مرداد ۱۳۹۲ و در جریان طرح و بررسی گزینه‌های احتمالی تصدی سِمَت شهردار تهران، از رسول خادم به عنوان یکی از ۱۳ کاندیدای مطرح برای مدیریت شهری تهران نام برده شد. اما این اتفاق هرگز روی نداد و محمدباقر قالیباف در سمت شهردار تهران، به فعالیت خود ادامه داد.

### وزارت ورزش و جوانان
دارندهٔ مدال طلای المپیک آتلانتا، آبان سال ۱۳۹۲، در فهرست وزیران پیشنهادی برای وزارت ورزش و جوانان دولت حسن روحانی به مجلس، یکی از کاندیداهای اصلی بود.
در سیل سیستان و بلوچستان
وی در سیل سیستان و بلوچستان مشغول به فعالیت های انسان دوستانه است. مردم او را با شعار تختی رو شنیدیم، خادم رو دیدیم صدا میزنند. 

## ریاست فدراسیون

### انتخابات
در شنبه ۱۴ دی ۱۳۹۲ پس از ۳۵ ماه مجمع فدراسیون کشتی با حضور ۳۸ نفر از اعضا به ریاست نصرالله سجادی در آکادمی ملی المپیک و پارالمپیک آغاز شد. بهرام افشارزاده نیز به نمایندگی از کمیتهٔ ملی المپیک در این مجمع حضور داشت. علی بدیع، محمدرضا توپچی و حمید سیفی از کاندیداهای حاضر در این مجمع پس از صحبت‌های خود، به نفع رسول خادم از انتخابات کنار رفتند. سید مجتبی شیرازی دیگر نامزد این انتخابات، هیچ رأیی به دست نیاورد.
در پایان، رسول خادم با ۳۷ رای از ۳۸ رأی مأخوذه به مدت چهار سال به عنوان رئیس فدراسیون کشتی انتخاب شد.
چهار سال بعد، در روز سه‌شنبه ۲۸ آذر ۱۳۹۶، انتخابات فدراسیون کشتی برگزار گردید و رسول خادم با صددرصد آرا رئیس فدراسیون کشتی باقی ماند تا برای ۴ سال دیگر ریاست این فدراسیون را برعهده بگیرد. انتخابات با ریاست محمدرضا داورزنی، معاون ورزش قهرمانی وزارت ورزش و جوانان و مسئولان کمیتهٔ ملی المپیک و فدراسیون کشتی برگزار شد و در نهایت رسول خادم از ۴۰ رأی ممکن، با ۴۰ رأی دوباره به عنوان رئیس فدراسیون انتخاب شد.
این انتخابات با حواشی زیادی همراه بود و بعد از انصراف ۵ نامزد و قهر عباس جدیدی و ترک مجمع توسط وی، فقط رسول خادم باقی مانده بود که در نهایت با اعتراض هیئت‌ها و رأی داورزنی، جدیدی هم به لیست نامزدها اضافه شد و جدیدی و خادم برای ریاست با هم رقابت کردند. اسامی حمید بنی‌تمیم، احد پازاج، عباس جدیدی، عبدالله چمن‌گلی، رسول خادم، امین رشید لمیر و نقی کلانتری در فهرست نامزدهای ریاست فدراسیون دیده می‌شد.

### استعفا
رسول خادم در ۹ اسفند ۱۳۹۶ چند روز پس از انتقاد شدید از سیاست پنهان‌کاری در روبه‌رو نشدن با ورزشکاران اسرائیلی از سوی مسئولان جمهوری اسلامی، اعلام کرد که از سمت ریاست فدراسیون کشتی ایران کناره‌گیری می‌کند. او در این‌باره گفته بود: «اگر سیاست ایران به رسمیت نشناختن اسرائیل و روبه‌رو نشدن با ورزشکاران آن است، پس پنهانی به حریف پیشین باختن و برای تهیهٔ گواهی بیماری یا ضرب‌خوردگی، به درمانگاه‌ها و پزشکان در خارج از کشور مراجعه کردن چه معنایی دارد؟»
به دنبال استعفای رسول خادم و به حمایت از او، اعضای شورای فنی تیم‌های ملی کشتی آزاد و فرنگی ایران و همچنین رؤسای تمامی هیئت‌های کشتی ایران نیز به‌طور جمعی استعفا دادند.

### پس‌گرفتن استعفا
در پی استعفای رسول خادم، اعضای مجمع فدراسیون کشتی برای بازگشت او به فدراسیون تلاش کردند و با برگزاری دو نشست فوق‌العاده و با پادرمیانی بزرگان کشتی و غافلگیری رسول خادم در گود زورخانه، او را به بازگشت به فدراسیون راضی کردند. او در نهایت «ضمن تأکید بر نظرات پیشین خود» اعلام کرد که در سمت‌اش باقی می‌ماند. همچنین با توجه به بازگشت رسول خادم به فدراسیون، اعضای شورای فنی تیم‌های ملی کشتی آزاد و فرنگی استعفای خود را پس گرفتند و به مسئولیت خود بازگشتند.

### نامه به شورای امنیت ملی
رسول خادم به نمایندگی از خانوادهٔ کشتی ایران با ارسال نامه‌ای به اعضای شورای عالی امنیت ملی از آن‌ها درخواست کرد با ورود تیم دیپلماسی کشور در برابر «مناسبات آمریکایی – صهیونیستی کمیتهٔ بین‌المللی المپیک»، مانع از محرومیت کشتی‌گیران و تعلیق کشتی ایران شوند. وی در بخشی از این نامه خاطرنشان کرد: «رجال محترم سیاسی، قهرمانان ملی ما از شکست در برابر حریفان هراسی ندارند، ما از «مفت بازی» بیزاریم… زمان بسیار محدود است و فعالیت دیپلماتیک کاری است که نیاز به زمان دارد. متأسفانه عدم دغدغهٔ مدیرانی که باید در این مدت پیگیر این مسئلهٔ مهم و حیاتی ورزش ملی کشور می‌بودند، و شاید دغدغهٔ «معاش سیاسی» از سوی ایشان، چهار ماه زمان را از ما گرفت. گمان نمی‌شود «سکوت و سکون» پاسخی مناسب برای درخواست منطقی و کاملاً کاربردی قهرمانان ملی کشور باشد.»

### استعفای دوباره
در ۹ آبان ۱۳۹۷ و پس از عدم دریافت پاسخ از سوی مسئولان سیاسی و ورزشی جمهوری اسلامی پیرامون مبارزهٔ ورزشکاران ایران با ورزشکاران اسرائیلی، خادم با انتشار نامه‌ای، دوباره از ریاست فدراسیون کشتی ایران استعفا داد و تأکید کرد که این بار برگشتی در کار نخواهد بود. در نهایت این استعفا در ۱۲ آبان از طرف وزارت ورزش ایران پذیرفته شد. علیرضا دبیر در ۲۶ تیر در انتخابات فدراسیون کشتی شرکت کرد و با پیروزی در رأی‌گیری، جانشین خادم در این سمت شد.